# Lenguas Alor-Pantar
Las lenguas Alor-Pantar son una familia lingüística de lenguas papúes habladas en las islas de Alor y Pantar, en el archipiélago de Alor, al norte de la Isla de Timor, en el mar de las Islas menores de la Sonda orientales, en Indonesia.

## Clasificación
Usualmente se sitúan en el grupo geográfico Timor-Alor-Pantar que no se ha probado constituya una unidad filogenética, dentro de dicho grupo podría las lenguas Alor-Pantar podrían estar más estrechamente relacinadas con las lenguas de Timor occidental que con las lenguas de Timor Oriental, aunque no está del todo claro que así sea. Muchos lingüistas admiten que también podría existir una relación distante de las lenguas Timor-Alor-Pantar con algunas lenguas de Irian Jaya, junto con las cuales formarían la división trans-neoguineana occidental dentro de las lenguas trans-neoguineanas.

### Clasificación interna
Tradicionalmente estas lenguas se habían dividido en dos ramas, centradas cada una en las islas de Alor y Pantar:
- Rama de Alor: Kamang (Woisika), Abui, Adang-Kabola, Kafoa (Jafoo), Kui, Kelon.
- Rama de Pantar: Blagar, Tewa, Lamma, Nedebang, Retta.

Además el Tereweng se consideraba a veces una lengua diferente del Baglar y el Hamap una lengua diferente del Adang. El Abui, el Kamang y el Kabola presentan también diversidad interna. Además el Kula y el Sawila que algunos autores incluían en la Rama de Alor, fueron consideradas como una rama aparte denominada lenguas tanglapui. Sin embargo esta división fue profundamente revisada en un trabajo de Holton et al. (2012) que probó el parentesco filogenético de todas las lenguas de Alor y Pantar y además esclareció adecuadamente los subgrupos internos. La clasificación más precisa de Holton es:
1. Teiwa
2. Nedebang
3. Kaera
4. Pantar occidental (Mauta, Tubbe, Lamma)
5. Alor (fusión de /*k, *q/)
  - Kui
  - Abui
  - Kamang
  - Alor occidental (*s > /h/)
    - Klon
    - Estrechos (*k > Ø, *g > /ʔ/)
      - Blagar
      - Adang

  - Alor oriental (tanglapui-kolana) (*b > /p/, *s > /t/)
    - Sawila
    - Kula
    - Wersing (Kolana)

La posición exacta del Kafoa (Jafoo) y el Retta no se especifica, por lo aquí las dejamos como lenguas Alor-Pantar pendientes de clasificación interna.

### Historia de la clasificación
Desde hace mucho se identificó que las lenguas papúes del archipiélago de Alor (que incluyen las islas de Alor y Pantar, así como las islas menores de Buaya, Pura, Ternate y Tereweng en estrecho de Pantar) forman un grupo distintivo. Los cognados entre el vocabulario básico son abundantes, como se refleja en la ecuesta lingüística de Stokhof (1975), y la forma de los pronombres es altamente coincidente dentro del grupo. El parentesco filogenético de las lenguas Alor-Pantar quedó confirmado con la reconstrucción de una amplia lista de formas del proto-Alor-Pantar.
Las relaciones más distantes entre las lenguas Alor-Pantar y al menos algunas (quizá no todas) las lenguas papúes de la vecina Isla de Timor podría justificar el grupo Timor-Alor-Pantar, sin embargo, dicha relación no ha sido probada fuera de toda duda y sólo es conjeturada.

## Descripción lingüística

### Fonología
Holton et al. (2012) reconstruyen el siguiente inventario a partir de una amplia lista de cognados y estudiando en profundadidas las correspondencias fonéticas:
|                      |                | Labial | Apical   | Palatal | Velar  | Uvular | Glotal |
| -------------------- | -------------- | ------ | -------- | ------- | ------ | ------ | ------ |
| obstruyente no-nasal | no-continuante | *p, *b | *t, *d   |         | *k, *g | *q     |        |
| obstruyente no-nasal | continuante    |        | *s       |         |        |        | *h     |
| sonorante            | nasal          | *m     | *n       |         |        |        |        |
| sonorante            | aproximante    | *w     | *l, (*r) | *y      |        |        |        |
El fonema *r tiene una distribución restringida, ya que nunca aparece en posición inicial.

### Comparación léxica
Los numerales en diferentes lenguas Alor-Pantar:
| GLOSA | Pantar      | Pantar   | Pantar  | Pantar   | Pantar  | Estrechos    | Estrechos     | Estrechos | PROTO- ALOR- PANTAR |
| GLOSA | Pantar Oc   | Deing    | Sar     | Teiwa    | Kaera   | Blagar- Bama | Blagar- Dolap | Reta      | PROTO- ALOR- PANTAR |
| ----- | ----------- | -------- | ------- | -------- | ------- | ------------ | ------------- | --------- | ------------------- |
| '1'   | anuku       | nuk      | nuk     | nuk      | nuko    | nuku         | nu            | anu       | *nuku               |
| '2'   | alaku       | raq      | raq     | raq      | raxo    | akur         | aru           | alo       | *araqu              |
| '3'   | atiga       | atig     | tig     | yerig    | tug     | tuge         | tue           | atoga     | *(a)tiga            |
| '4'   | atu         | ut       | ut      | ut       | ut      | uut          | ɓuta          | wuta      | *ɓuta               |
| '5'   | yasiŋ       | asan     | yawan   | yusan    | isin    | isiŋ         | isiŋ          | avehaŋ    | *yiwesiŋ            |
| '6'   | hisnakkuŋ   | talaŋ    | teyaŋ   | tiaːm    | tiaːm   |              | taliŋ         | talaun    | *talama             |
| '7'   | betalaku    | yewasrak | yisraq  | yesraq   | yesrax- |              | ɓititu        | bititoga  | *5+2                |
| '8'   | betiga      | santig   | yinatig | yesnerig | yentug  |              | tuaru         | tulalo    | *5+3/*10-2          |
| '9'   | anukutannaŋ | sanut    | yinaut  | yesnaʔut | yeniut  |              | turinu        | tukanu    | *5+4/*10-1          |
| '10'  | ke anuku    | qar nuk  | qar nuk | qaːr nuk | xar nuk |              | ʔari-nu       | kara nu   | *qar nuku           |
| GLOSA | Alor occidental | Alor occidental | Alor occidental | Alor occidental | Alor occidental | Alor oriental y central | Alor oriental y central | Alor oriental y central | Alor oriental y central |
| GLOSA | kabola          | Adang           | Hamap           | Klon            | Kui             | Abui                    | Kamang                  | Sawila                  | Kula                    |
| ----- | --------------- | --------------- | --------------- | --------------- | --------------- | ----------------------- | ----------------------- | ----------------------- | ----------------------- |
| '1'   | nu              | nu              | nu              | nuk             | nuku            | nuku                    | nɔk                     | sunɔʔ                   | sona                    |
| '2'   | olo             | alɔ             | alo             | ɔrɔk            | oruku           | ayɔku                   | ɔk                      | yɘkuʔ                   | yəkwana                 |
| '3'   | towo            | tou             | tof             | tɔŋ             | siwa            | suɑ                     | su                      | t̪uwɘʔ                   | tukana                  |
| '4'   | ut              | ut              | ut              | ʔut             | usa             | butɪ                    | biat                    | arasikuʔ                | arasiku                 |
| '5'   | iweseŋ          | ifihiŋ          | ivehiŋ          | əwəh            | yesan           | yɛtɪŋ                   | iwesiŋ                  | yɔt̪ineʔ                 | yawatɪn                 |
| '6'   | talaŋ           | talaŋ           | talaŋ           | tlan            | talama          | tɑlɑmɑ                  | iwisiŋ nɔk              | 5+1                     | 5+1                     |
| '7'   | wutito          | ititɔ           | itito           | usɔŋ            | yesaroku        | 5+2                     | 5+2                     | 5+2                     | 5+2                     |
| '8'   | turlo           | turlɔ           | turalo          | tidɔrɔk         | tadusa          | 5+3                     | 5+3                     | 5+3                     | 5+3                     |
| '9'   | tiʔinu          | tɨʡɛnu          | tieu            | tukainuk        | yesanusa        | 5+4                     | 5+4                     | 5+4                     | 5+4                     |
| '10'  | kar nu          | ʡɛr nu          | air nu          | kar nuk         | kar nuku        | kɑr-nuku                | atak nɔk                | adakuʔ                  | adayəku                 |

## Documentación sobre las lenguas
Desde principios del siglo XXI se ha hecho un esfuerzo especial, por documentar adecuadamente estas lenguas y se han llegado a publicar diversas gramáticas y materiales aptos para su estudio:
- Descripciones gramaticales:
  - A Grammar of Adang (Haan 2001)[5]
  - A Grammar of Abui (Kratochvíl 2007)[6]
  - A Grammar of Klon (Baird 2008)[7]
  - A Grammar of Teiwa (Klamer 2010)[8]
- Diccionarios
  - Kamus Pengantar Bahasa Abui (Kratochvíl & Delpada 2008)[9]
  - Kamus Pengantar Bahasa Pantar Barat (Holton & Lamma Koly 2008)[10]